# Депрерадовичи
Депрерадовичи, Прерадовичи, де Прерадовичи (серб. Депрерадовићи, Прерадовићи, де Прерадовићи; нем. von Preradovich) — русский дворянский род сербского происхождения.
Подполковник австрийской армии Райко Прерадович (де Прерадович, Депрерадович) выехал в Россию в 1752 году, был принят на российскую службу и произведён в генерал-майоры, в тот период времени иностранным офицерам в Вооружённых силах (ВС) России, при приёме на русскую службу чины жаловались на два разряда выше имевшихся ими в зарубежных ВС. Николай Иванович Депрерадович (1767—1843), генерал от кавалерии, жалован 9 июня 1833 года дипломом на потомственное дворянское достоинство.
Род Депрерадовичей внесён в IV часть родословной книги Екатеринославской губернии.

## Известные представители рода
- Депрерадович, Родион Степанович (Райко) — австрийский подполковник, российский генерал-майор, начальник Славяносербии.
- Депрерадович, Иван Родионович — российский генерал-майор.
- Депрерадович, Леонтий Иванович (1766—1844) — российский генерал-майор, командир Семёновского полка.
- Депрерадович, Николай Иванович (1767—1843) — российский генерал от кавалерии, генерал-адъютант.
- Депрерадович, Николай Николаевич (1802—1884) — генерал-майор, декабрист.
- Депрерадович, Фёдор Михайлович (?—1884) — генерал-майор, участник русско-турецкой войны.

## Описание герба
Щит пересечён, в верхней половине в золотом поле изображён до половины вылетающий чёрный двуглавый, с двумя Императорскими коронами орёл, во второй в лазуревом поле изображён обращённый в правую сторону с раздвоенным хвостом, жёлтого цвета лев.
Щит поддерживается двумя стоящими воинами в латах с червлёными правых плеч перевязями и имеющими в руках меч. Щит увенчан дворянским шлемом и короною с двумя орлиными на оной крыльями, по середине коих стоящий в латах с червлёной перевязью воин, имеющий в правой руке обнажённый меч. Намёт: золотой и червлёный, подложенный лазуревым и серебром. Герб Депрерадовичей внесён в Часть 5 Сборника дипломных гербов Российского Дворянства, не внесённых в Общий Гербовник, стр. 17.